# Mercy-kastély (Mercyfalva)
A mercyfalvi Mercy-kastély műemlék épület Romániában, Temes megyében. A romániai műemlékek jegyzékében a  TM-II-m-A-06192 sorszámon szerepel.